# وارد باند
وارد باند (انگلیسی: Ward Bond؛ ۹ آوریل ۱۹۰۳ – ۵ نوامبر ۱۹۶۰) یک هنرپیشه اهل ایالات متحده آمریکا بود. وی بین سال‌های ۱۹۲۹ تا ۱۹۶۰ میلادی فعالیت می‌کرد.

## بخشی از فیلمشناسی
از فیلم‌ها یا برنامه‌های تلویزیونی که وی در آن نقش داشته است می‌توان به آثار اشاره کرد.
- خانمی برای یک روز (۱۹۳۳)
- مأموران اف‌بی‌آی (۱۹۳۵)
- بن‌بست (۱۹۳۷)
- بزرگ کردن کودک (۱۹۳۸)
- نمی‌توانی این را با خودت ببری (۱۹۳۸)
- پسر فرانکشتاین (۱۹۳۹)
- بر باد رفته (۱۹۳۹)
- طبل‌ها با چرخش پا (۱۹۳۹)
- شهر داج (۱۹۳۹)
- خوشه‌های خشم (۱۹۴۰)
- مرداب (۱۹۴۱)
- گروهبان یورک (۱۹۴۱)
- شاهین مالت (۱۹۴۱)
- چه زندگی شگفت‌انگیزی (۱۹۴۶)
- عزیز من کلمنتاین (۱۹۴۶)
- دژ آپاچی (۱۹۴۸)
- سوارکاری در اوج
- جویندگان (۱۹۵۶)
- نشان عقاب (۱۹۵۷)
- ریو براوو (۱۹۵۹)

## مرگ
باند زمانی که با همسرش در هتلی در دالاس بود، دچار حمله قلبی شدید شد. او در 5 نوامبر 1960 در بیمارستانی در سن 57 سالگی درگذشت. دوست نزدیکش جان وین در مراسم تشییع جنازه او مداحی کرد. باند تفنگ ساچمه ای را که وین یک بار در یک سفر شکار با آن به طور تصادفی به باند شلیک کرده بود به وین وصیت می کند. 

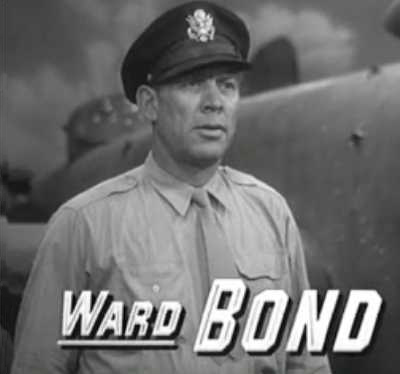